# Jussi Pajunen
Jussi Ilmari Pajunen (n. 5 de septiembre de 1954, Helsinki) es un político finlandés, que fue alcalde de Helsinki de 2005 a 2017. Es miembro del partido de Coalición Nacional. Pajunen
fue miembro del concejo de Helsinki entre 1997-2006. De 1999 a 2006 fue también miembro del gobierno municipal. Desde 2006 ostenta el título de Alcalde Mayor (ylipormestari en finés), título otorgado
por el Presidente de Finlandia.
- Datos: Q2475123
- Multimedia: Jussi Pajunen / Q2475123